# Biohacking
Biohacking é a prática de misturar biologia com ética hacker. Atualmente, essa área ainda está muito restrita ao DIY (Do It Yourself - faça você mesmo), sendo que aplicações comerciais ainda estão por vir. Biohacking abrange um grande espectro de práticas e movimentos, desde especialistas que projetam e instalam aprimoramentos corporais DIY, como implantes magnéticos, até biólogos que conduzem sequenciamento genético em suas casas. Biohacking está emergindo em um tendência crescente de desenvolvimento científico e tecnológico não-institucional. Muitos ativistas do biohacking, ou biohackers, identificam-se com o movimento biopunk, como o transumanismo e o tecnoprogressivismo.
Biohacking também pode ser referir à gestão da biologia de algum indivíduo através da combinação de técnicas eletrônicas, médicas e nutricionais. Elas podem incluir o uso de nootrópicos e/ou dispositivos cibernéticos para registro de dados biométricos.

## Ideologia
Biohackers, em sua maioria, se identificam com as ideologias biopunk e transhumanista. Transhumanismo é a crença de que é possível, e também desejável, alterar fundamentalmente a condição humana através do uso de tecnologias e fazer um ser humano superior, designado por pós-humano.
Biopunk é um movimento cultural e intelectual tecno-progressivista que defende o acesso aberto à informação genética e expõe o potencial libertador do desenvolvimento tecnológico realmente democrático. Assim como outros movimentos punk, o Biopunk encoraja a ética DIY. "Grinders" aderem a um esforço de anarquismo do biopunk, que enfatiza a ciência não hierárquica e o DIY.
Os ciborgues (organismos cibernéticos) e a teoria ciborgue influenciam, fortemente, o tecnoprogressivismo e também o movimento biohacking. Alguns biohackers, como os Grinders e o professor britânico de cibernética Kevin Warwick, desenvolvem e implantam ativamente tecnologias que são integradas diretamente ao organismo. Entre os exemplos, podemos citar os implantes magnético de ponta do dedo ou Warwick’s “Project Cyborg”. A teoria ciborgue foi introduzida em 1985 com a publicação do influente "Manifesto Ciborgue", de Donna Haraway, mas pode ser rastreada até o artigo "Cyborgs and Space", de Manfred Clynes e Nathan Klines. Esse corpo de teorias critica as rígidas fronteiras ontológicas e tenta tornar não natural dicotomias artificiais.

## Pessoas Notáveis
- Kevin Warwick é um cientista Britânico e professor de cibernética que foi instrumental em avançar e popularizar tecnologia ciborgue e biohacking atráves de seus experimentos em si mesmo.[24][25]
- Steve Mann é um professor de engenharia da computação e elétrica que tem dedicado sua carreia para inventar, implementar, e pesquisar tecnologias ciborgue, em particular, tecnologias de computação wearable.
- Amal Graafstra é conhecido por implantar um chip RFID em 2005 e desenvolver chips humano-amigavéis incluindo o primeiro chip NFC implantável.[26] Em 2013, ele fundou uma companhia startup de biotecnologia Dangerous Things.[27] Ele é também autor do RFID Toys[28] e porta-voz de tópicos em biohacking, incluindo um TEDx talk. Ele também construiu uma smartgun que e ativada por seus implantes. Ele também criou um processador criptogáfico chamado VivoKey[29] para identificação pessoal e aplicações de criptografia.

## Projetos atuais
Um projeto popular é o The Glowing Plant Project, cujo objetivo é cultivar a planta arabidopsis com um gene bioluminescente que ocorre naturalmente em vaga-lumes. O gene será inserido na planta através de agrobactérias.

## Série Documental
A série "Seleção Artificial" aborda o tema dos biohackers os entrevistando em uma série documental :
- Tristan Roberts, primeiro humano a injetar uma terapia genética experimental não testada na gordura do estômago[32] e este fato foi transmitido ao vivo no Facebook,[33] o FDA declarou sobre este evento "Tristan Roberts está completamente dentro de seus direitos de acordo com o FDA e o estado de direito neste país ... de fazer experiências pessoais em si mesmo da maneira que considerar clinicamente apropriada. É seu corpo e é seu direito.", ele tem feito reuniões online discutindo artigos científicos[34] como "Minicircle DNA vectors devoid of bacterial DNA result in persistent and high-level transgene expression in vivo"[35] o qual trata de uso de vetores não virais com maior eficiência, o que reflete sua responsabilidade e desejo de que haja maior biossegurança no uso da técnica CRISPR.
- Nick Piazza, que é "um rapaz de 24 anos que tem uma doença chamada Atrofia Muscular Espinhal (AME), que é uma doença genética de herança autossômica recessiva. Pacientes com AME possuem alteração no gene SMN1 (na maioria das vezes ocorre delação), que é responsável pela produção da proteína SMN, a qual é indispensável para a sobrevivência dos neurônios motores. Dessa forma, estes neurônios passam a morrer e os pacientes começam a apresentar fraqueza muscular, perda progressiva dos movimentos, até paralisia (INAME, 2019)".[31]
- Jackson Kenned, "não possui nenhuma das cópias do gene RPE65. Este gene codifica uma proteína necessária para os mecanismos de ciclo visual, pois participa da conversão da luz em sinal elétrico que é levado ao nervo óptico. Sua deficiência promove a degeneração do fotorreceptor levando à perda progressiva da visão. Assim, sem tratamento, os pacientes evoluem com perda quase completa da habilidade de enxergarem a luz de qualquer intensidade".[31] O tratamento atual lhe custa 850.000 dólares e por isso seus pais decidiram apelar para solução de biohackers.